# Vlad Zografi
Vlad Zografi (nascut el 1960) és un dramaturg romanès contemporani.

## Obra dramàtica
- Petru sau petele din soare. 2007
- Orgasm.
- Isabela, dragostea mea. 1996
- Oedip la Delphi. 1997
- Regele şi cadavrul. 1998
- Viitorul e maculatura. 1999
- America şi acustica. 2007